# Thierry Hermès
Thierry Hermès (ur. 10 stycznia 1801 w Crefeld, zm. 10 stycznia 1878 w Neuilly-sur-Seine) – francuski przedsiębiorca, założyciel Hermès International.

## Biografia
Urodził się jako Dietrich Hermes 10 stycznia 1801 w Crefeld. Zmienił imię na Thierry po śmierci rodziców i emigracji do Paryża w 1821 roku. W 1837 roku założył przedsiębiorstwo Hermès zajmujące się wówczas artykułami jeździeckimi. Zmarł w 1878 roku, przedsiębiorstwo zostało przejęte przez jego syna i wnuki: Charlesa-Émile Hermès,  Adolphe Hermès oraz Emile-Maurice.